# استفانی پرود
استفانی پرود (به انگلیسی: Stephanie Proud) (زادهٔ ۲۹ اوت ۱۹۸۸) شناگر اهل بریتانیا است.